# 1802 au Canada
Pour un article plus général, voir Chronologie du Canada.
Cet article traite des événements qui se sont produits durant l'année 1802 au Canada.

## Événements

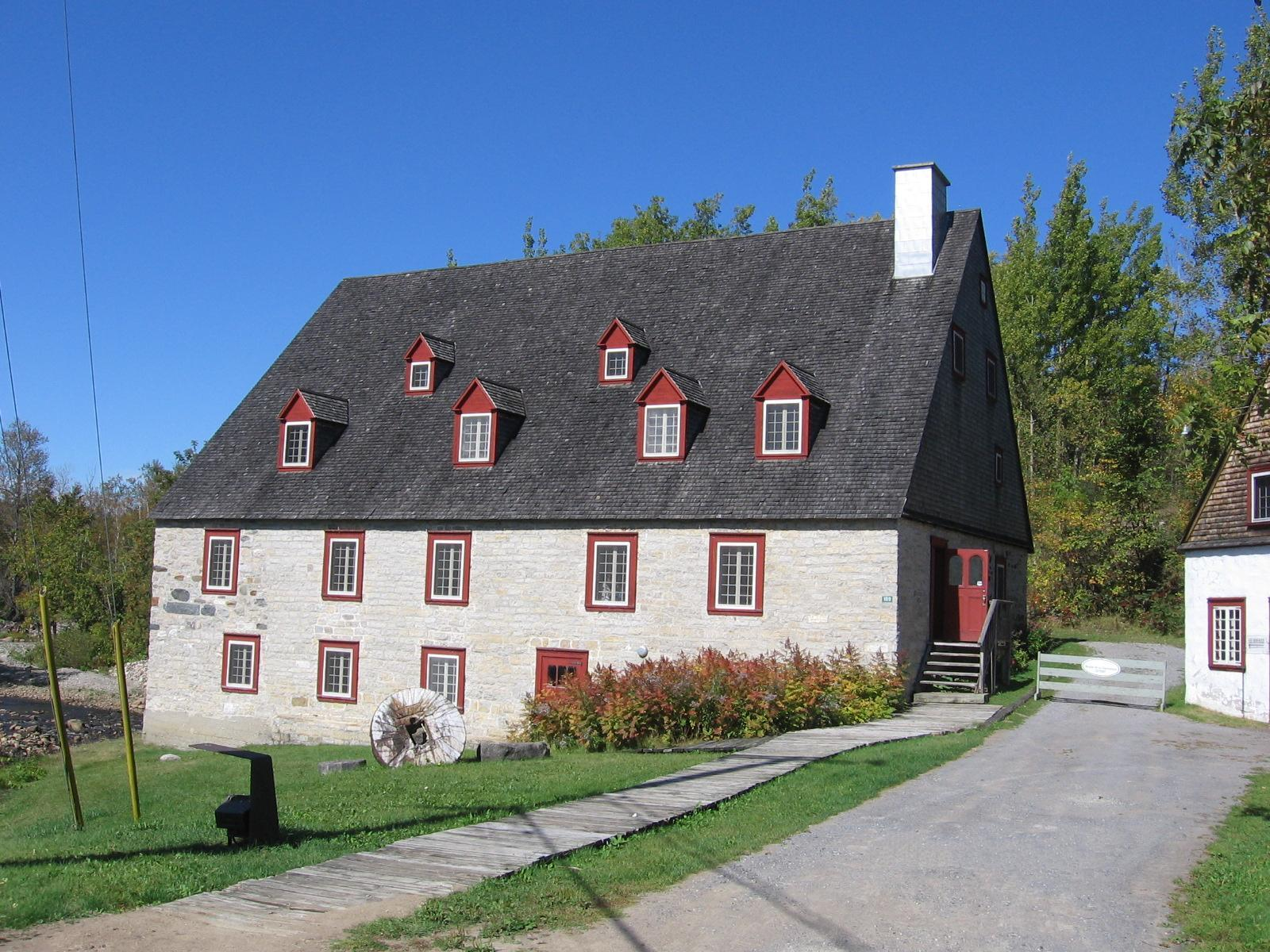
Moulin la Chevrotière à Deschambault-Grondines au Québec construit en 1802

- Fondation de l'Université Sainte-Marie de Halifax.
- Fondation de la Bibliothèque de l'Assemblée nationale du Québec par la Chambre d'assemblée du Bas-Canada.
- Gilbert Hyatt établit un moulin à farine près de la Rivière Saint-François et de la Rivière Magog. Ce lieu deviendra plus tard la ville de Sherbrooke.
- Arrivée à Québec du 49e régiment d'infanterie avec l'officier Isaac Brock. Celui-ci va continuer à monter en grade au fil des années et deviendra le commandant en chef des armées au Canada.
- John James Gambier est nommé gouverneur de Terre-Neuve.

## Naissances
- 9 janvier : Catharine Parr Traill, femme de lettres.
- 4 mars : Samuel Bealey Harrison, premier ministre du Canada-Uni.
- 2 mai : Étienne Parent, journaliste et homme politique.
- 10 juin : Joseph Bourret, maire de Montréal.
- 25 octobre : Jos Montferrand, homme fort et draveur.
- 1 décembre : Armand-François-Marie de Charbonnel, évêque de Toronto.

## Décès
- 3 avril : Philippe-François de Rastel de Rocheblave, officier militaire et homme politique.